# Arria

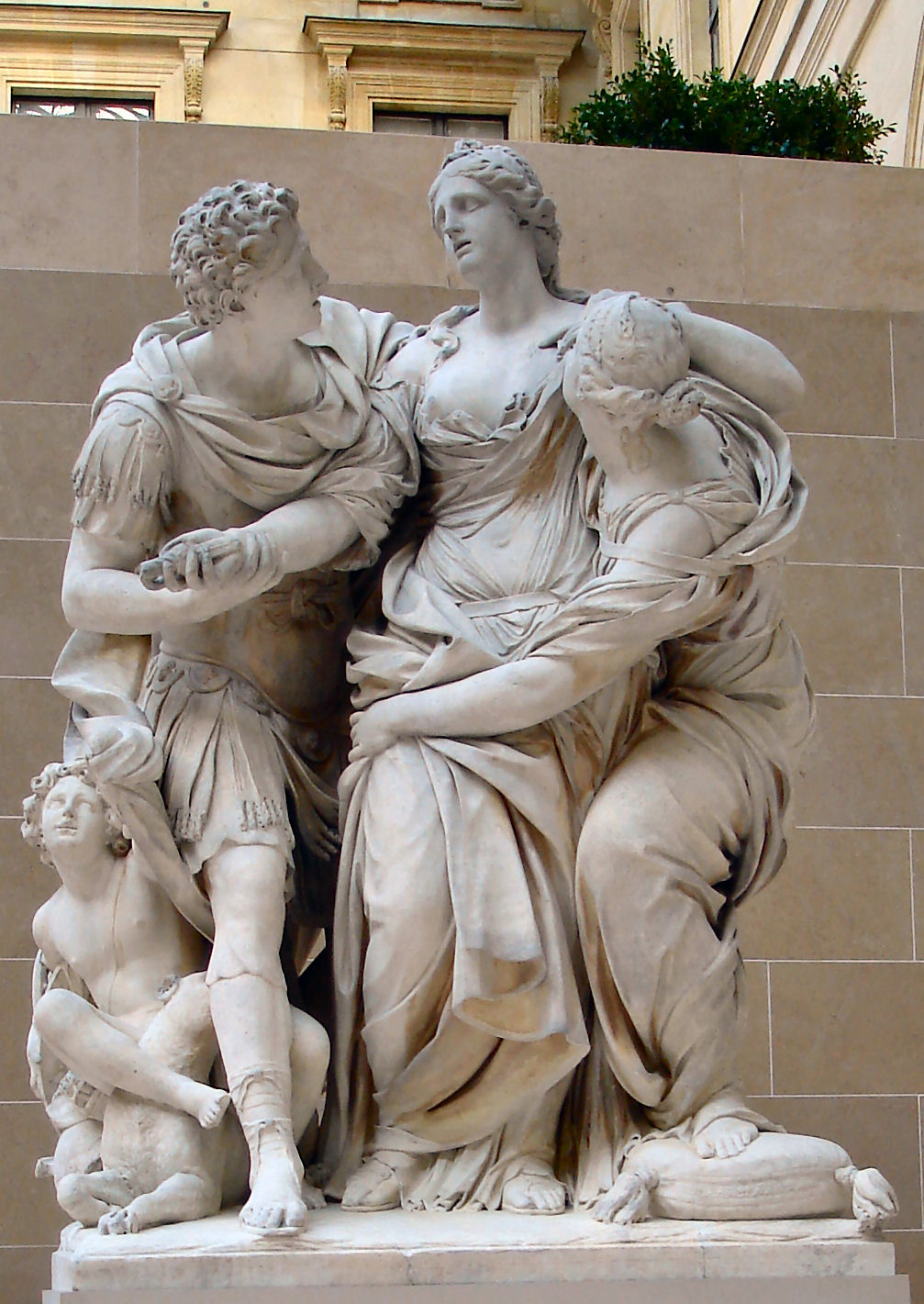
Pomnik Arrii

Arria (zm. 42) – żona Cecyny Petusa, który za udział w 42 roku w spisku przeciw cesarzowi Klaudiuszowi otrzymał rozkaz popełnienia samobójstwa. Petus nie mógł zdobyć się na zadanie sobie ciosu. Arria pierwsza przebiła się sztyletem i umierając podała go mężowi, ze słowami: "Nie boli, Petusie".